# Stazione di Genova Pontedecimo
Stazione di Genova Pontedecimo vasútállomás Olaszországban, Genova településen.

## Vasútvonalak
Az állomást az alábbi vasútvonalak érintik:
- Torino–Genova-vasútvonal
- Torino–Genova-vasútvonal

## Kapcsolódó állomások
A vasútállomáshoz az alábbi állomások vannak a legközelebb:
- Stazione di Piano Orizzontale dei Giovi
- Stazione di Genova San Biagio